# Amerikanische Engelwurz
Die Amerikanische Engelwurz oder Purpurfarbene Angelica (Angelica atropurpurea) ist eine Pflanzenart aus der Gattung der Engelwurzen (Angelica) innerhalb der Familie der Doldenblütler (Apiaceae). Sie gedeiht an feuchten Standorten in Nordamerika.

## Beschreibung

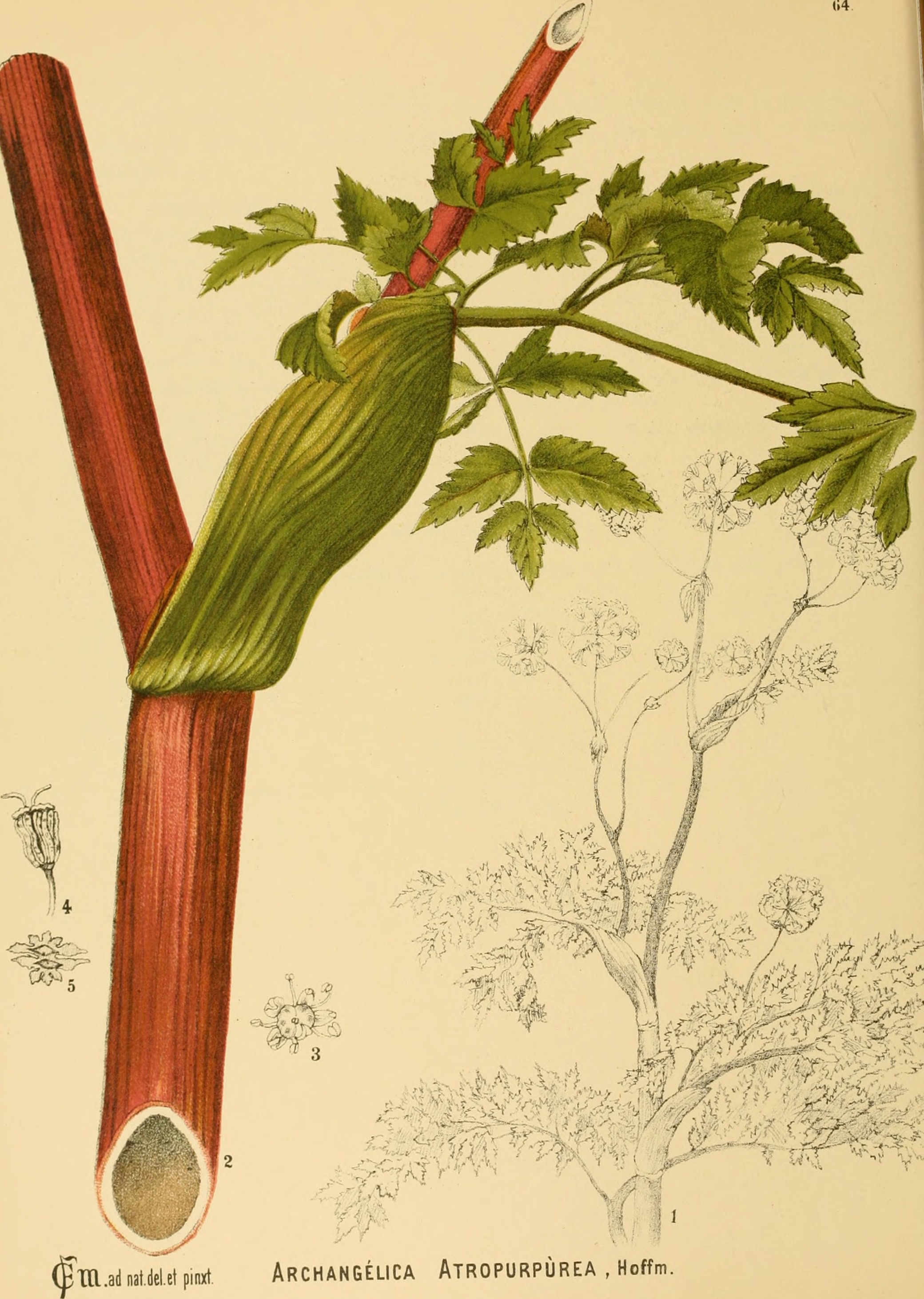
Illustration aus American medicinal plants; - an illustrated and descriptive guide to the American plants used as homopathic remedies – their history, preparation, chemistry, and physiological effects, 1887

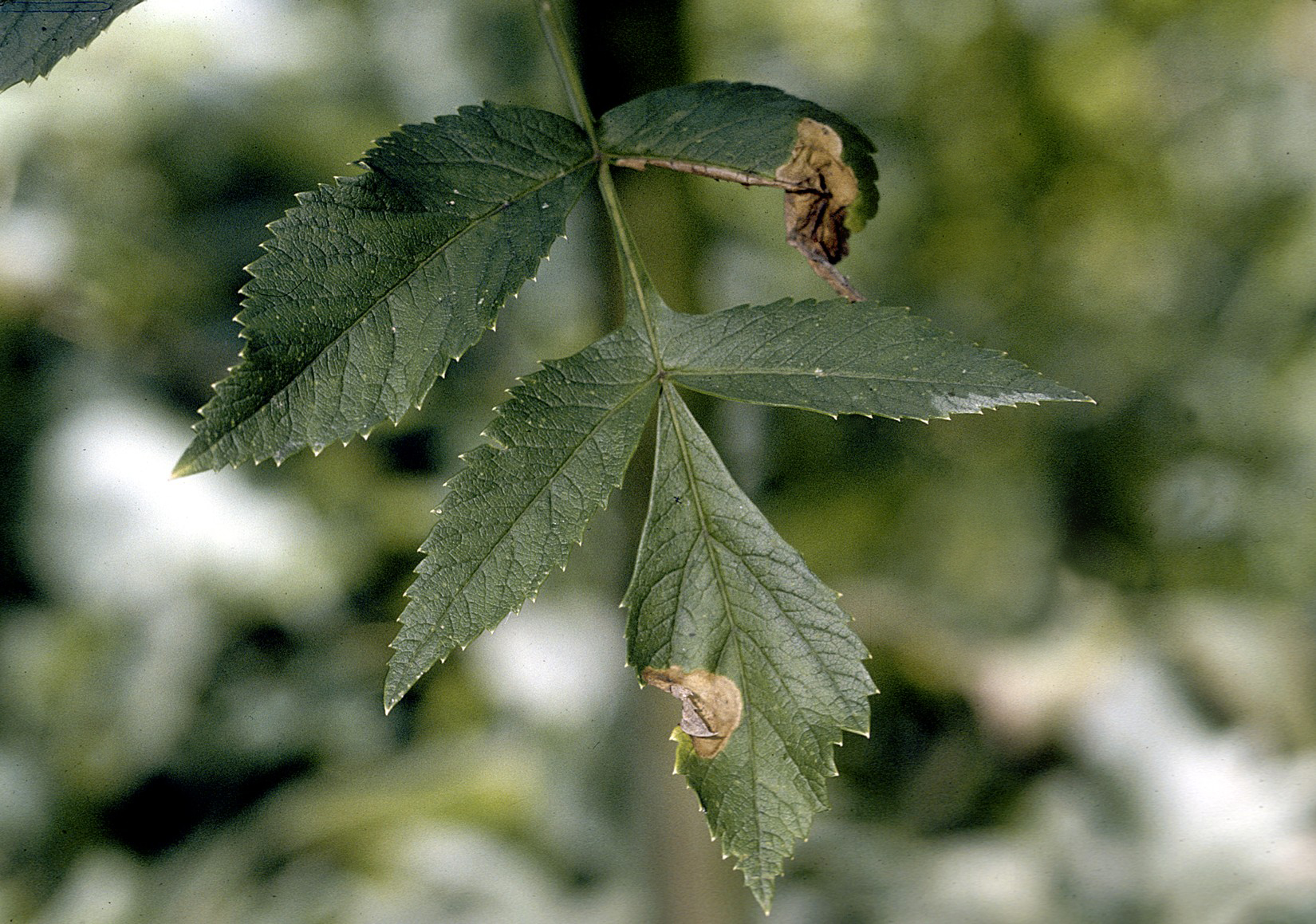
Laubblatt

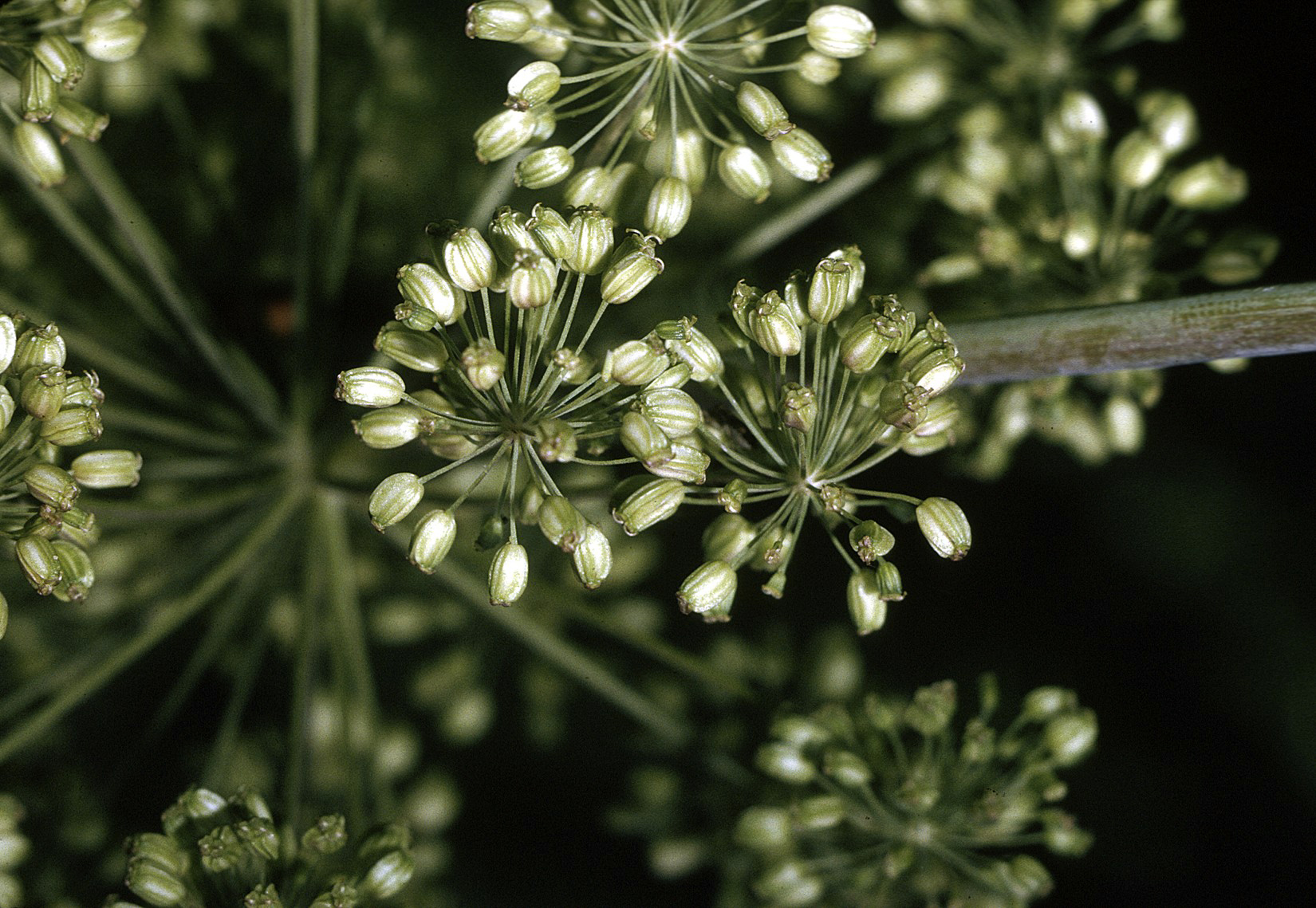
Ausschnitt aus einem doppeldoldigen Blütenstand

### Vegetative Merkmale
Die Amerikanische Engelwurz wächst als ausdauernde krautige Pflanze und erreicht Wuchshöhen von 130 bis 180 Zentimetern. Es wird eine kurze Pfahlwurzel gebildet. Die Pflanzenteile riechen stark. Die stielrunden, relativ dicken, meist kahlen Stängel sind hohl und grünlich bis purpurfarben überlaufen.
Die wechselständig, hauptsächlich im unteren Bereich des Stängels angeordneten Laubblätter sind in Blattscheide, Blattstiel sowie Blattspreite gegliedert und kahl. Die oberen Blätter haben eine lange, breite, etwas aufgeblasene und grünlich-purpurne Blattscheide. Die an ihrer Basis am breitesten Blattspreiten sind meist doppelt unpaarig gefiedert. Es sind drei oder fünf Fiedern erster oder zweiter Ordnung vorhanden. Die oft sitzenden oder kurz gestielten und teils herablaufenden Blättchen sind mehr oder weniger eiförmig mit ungleich gesägten Rändern.

### Generative Merkmale
Die Blütezeit dauert vom späten Frühling bis zum Frühsommer und dauert etwa drei Wochen. Die Stängel der Amerikanischen Engelwurz enden in ein oder mehreren auf Blütenstandsschäften stehenden doppeldoldigen Blütenständen. Die kugelförmigen Doppeldolden besitzen 15 bis 40 Strahlen. Jedes Döldchen enthält viele gestielte Blüten.
Die Blüten sind fünfzählig mit doppelter Blütenhülle. Die fünf grünlichen, weißen bis gelblichen Kronblätter weisen nach innen gebogenen Enden auf. Der hellgrünen Kelch besitzt kaum erkennbare Kelchlappen. eine eingebogene Spitze. Es sind fünf Staubblätter vorhanden. Der Stempel endet mit einem geteilten Griffel.
Es wird eine Doppelachäne gebildet. Die Teilfrucht ist bei einer Länge von 5 bis 8 Millimetern länglich-eiförmig und etwas abgeflacht mit je drei Längsrippen auf jeder Seite. Die anfangs grünlich-gelben und bei Reife braun werdenden Teilfrüchte sind seitlich auf der gesamten Länge kurz geflügelt. Die Flügel sind konvex mit einer Rinne auf einer Seite, während die andere Seite flach ist.
Die Chromosomenzahl beträgt 2n = 22.

## Vorkommen
Die Amerikanische Engelwurz ist im östlichen Kanada in New Brunswick, Neufundland, Nova Scotia, Ontario sowie Quebec und in den östlichen bis nördlichen-zentralen Vereinigten Staaten in Connecticut, Indiana, Maine, Massachusetts, Michigan, New Hampshire, New Jersey, New York, Ohio, Pennsylvania, Rhode Island, Vermont, West Virginia, nördlichen Illinois, nördlichen Iowa, östlichen Minnesota, Wisconsin, Delaware, zentralen Kentucky, Maryland, Tennessee sowie in North Carolina nur im Haywood County verbreitet.
Sie gedeiht meist an feuchten Standorten.

## Taxonomie
Die Erstveröffentlichung von Angelica atropurpurea erfolgte 1753 durch Carl von Linné in Species Plantarum, 1, Seite 251. Ein Synonym für Angelica atropurpurea L. ist Archangelica atropurpurea (L.) Hoffm.

## Nutzung
Von Angelica atropurpurea werden die jungen Stängel und Blattstiele roh oder gegart gegessen. In Wasser gekocht schmeckt es ähnlich wie Sellerie. Sie können geschält werden und als Salat gegessen werden. Die Pfahlwurzeln, Stängel und Blattstiele können auch kandiert werden.
Die medizinische Wirkung von Angelica atropurpurea wurde untersucht. Die Wurzeldroge wird genutzt. Angelica atropurpurea wurde von den indigenen Völkern Nordamerikas als Heilpflanze verwendet.